# Pharnuchès de Lycie
Pharnuchès de Lycie (en grec ancien Φαρνούχης / Pharnouchès) est un officier d'Alexandre le Grand né en Lycie et probablement d'origine perse. Expert dans les langues de Bactriane et de Sogdiane, il est chargé de diriger la campagne contre Spitaménès mais il est vaincu, et probablement tué, à la bataille du Polytimète en 329 av. J.-C.

## Biographie
Pharnuchès est probablement entré au service d'Alexandre après la mort de Darius III alors qu'il se trouve dans l'une des capitales perses. En 329 av. J.-C., il commande une troupe, avec Caranos, Andromaque et Ménédème, envoyée lutter contre Spitaménès, le satrape révolté de Sogdiane. Il est chargé de cette mission car il connait la langue des habitants de Bactriane et de Sogdiane et a montré beaucoup d'habileté dans ses rapports avec eux. Cette armée se compose de 60 Compagnons à cheval, 800 mercenaires à cheval (commandés par Caranos) et de 1 500 fantassins mercenaires. Leur approche obligent Spitaménès à lever le siège de Samarcande. Mais dans la bataille qui s'ensuit ils sont défaits par un corps de cavalerie scythe puis ils se replient sur la rivière Polytimète (actuel Zeravchan en Ouzbékistan) où ils sont sévèrement battus. Les sources ne stipulent pas si Pharnuchès fait partie des rares survivants de la bataille, soit 40 cavaliers et 300 fantassins selon Arrien
Dans la version d'Aristobule, Pharnuchès tente peu avant la bataille de démissionner de son commandement mais ne trouve personne disposé à le remplacer. En tant qu'interprète, il n'a aucune expérience militaire et Alexandre ne l'a désigné commandant que pour gagner la sympathie des soldats orientaux. Les trois officiers macédoniens présents ont rejeté sa demande parce qu'ils se sentent obligés de suivre les instructions d'Alexandre, mais aussi probablement parce qu'ils ne veulent pas assumer la responsabilité de la défaite.  
Pharnuchès est désigné comme étant le père d'un dénommé Bagoas, triérarque de la flotte de l'Indus en 325. L'identité de ce Bagoas n'est pas certaine : on ne peut pas déterminer s'il s'agit de Bagoas le favori d'Alexandre.

## Sources antiques
- Arrien, Anabase [lire en ligne], IV.
- Quinte-Curce, L'Histoire d'Alexandre le Grand [lire en ligne].